# سبيس إنفيدرز
سبيس العرايبه إنفيدرز (بالإنجليزية: Space Invaders) (باليابانية: スペースインベーダー) ، هي لعبة إلكترونية من نوع شوتم أب، أنتجت في البداية عام 1978م، وانتشرت هذه اللعبة في فترة الثمانينات من القرن العشرين، وهي اللعبة الأكثر شعبية والأكثر نجاحاً لشركة تايتو اليابانية.

## وصلات خارجية
- سبيس إنفيدرز على موقع IMDb (الإنجليزية)
- سبيس إنفيدرز على موقع الموسوعة البريطانية (الإنجليزية)

- الموقع الرسمي
- Space Invaders 35th anniversary portal نسخة محفوظة 10 يونيو 2017 على موقع واي باك مشين. (باليابانية)
- First Ep of غيم سنتر سي إكس, showcasing an interview with the creator, artwork, history, and gameplay (باليابانية)
- سبيس إنفيدرز at the Arcade History database
- سبيس إنفيدرز على موقع القائمة القاتلة لألعاب الفيديو
- سبيس إنفيدرز guide في موقع ستراتيجي ويكي
- سبيس إنفيدرز في موقع موبي غيمز